# Jovan Karamata
Jovan Karamata (kyrilliska Јован Карамата), född 1 februari 1902 i Zagreb, Kroatien-Slavonien, död 14 augusti 1967 i Genève, Schweiz, var en kroatienserbisk matematiker och fysiker, som var professor vid Genèves universitet och Belgrads universitet samt föreläsare. Han är främst känd för sitt arbete inom matematisk analys och sannolikhetsteori.
Karamata ansågs vara bland de mest inflytelserika serbiska matematikerna under 1900-talet och var en av grundarna av det matematiska institutet vid den serbiska akademin för vetenskap och konst, som grundades 1946.

## Biografi
Karamata föddes i en familj som härstammade från köpmän baserade i staden Zemun, som då låg i Österrike-Ungern, och nu i Serbien. Eftersom familjen var av arumänskt ursprung spårade familjen sina rötter tillbaka till Pyrgoi, Eordaia, västra Makedonien (hans far Ioannis Karamatas var president för den "grekiska gemenskapen Zemun"). Dess affärsangelägenheter vid gränserna till de österrikisk-ungerska och ottomanska imperierna var mycket välkända. År 1914 avslutade han större delen av sin grundutbildning i Zemun, men på grund av ständig krigföring vid gränsområdena skickade hans far honom, tillsammans med hans bröder och syster, till Schweiz för deras egen säkerhet. I Lausanne 1920 avslutade han grundutbildningen inriktad på matematik och naturvetenskap. Samma år skrev han in sig vid tekniska fakulteten vid Belgrads universitet och flyttade efter flera år till filosofi- och matematikersektorn, där han tog examen 1925.
År 1931 gifte Karamata sig med Emilija Nikolajevic, som födde deras två söner och en dotter. Hustrun dog 1959. Efter en lång sjukdom dog Karamata den 14 augusti 1967 i Genève. Hans aska vilar i hans hemstad Zemun.

## Karriär och vetenskapligt arbete
Karamata tillbringade åren 1927–1928 i Paris som stipendiat i Rockefeller Foundation och 1928 blev han assistent för matematik vid filosofiska fakulteten vid Belgrads universitet. År 1930 blev han biträdande professor, 1937 docent och efter andra världskrigets slut blev han 1950 professor. År 1933 valdes han som medlem av Jugoslaviska akademin för vetenskap och konst och därefter Czech Royal Society 1936 och Serbiska kungliga akademin 1939 samt stipendiat vid serbiska vetenskapsakademin 1948. Han var en av grundarna av det matematiska institutet för den serbiska akademin för vetenskap och konst 1946. 
År 1951 utsågs Karamata till professor vid universitetet i Genève. Han utsågs efter hand till medlem i de schweiziska, franska och tyska matematiska samfunden, den franska föreningen för utveckling av vetenskap och var huvudredaktör för tidskriften L'Enseignement Mathématique i Genève. Han undervisade också vid universitetet i Novi Sad.
Karamata publicerade 122 vetenskapliga artiklar, 15 monografier och läroböcker samt 7 professionell-pedagogiska artiklar.
Karamata är mest känd för sitt arbete med matematisk analys. Han introducerade begreppet regelbundet varierande funktion och upptäckte en ny klass av teorem av tauberisk typ, idag känd som Karamatas tauberiska teorem. Han arbetade också med Mercers satser, Frullani integral, och andra ämnen i analysen. År 1935 introducerade han parentes- och klammernotation för Stirlingtal (analogt med binomialkoefficienternas notation), som nu är känd som Karamatanotation. Han tillskrivs också Karamatas ojämlikhet. 
I Serbien grundade Karamata "Karamatas (jugoslaviska) matematikskola". Idag är Karamata den mest citerade serbiska matematikern, som utvecklare och medutvecklare av dussintals matematiska satser, och har haft ett bestående inflytande i 1900-talets matematik.